# Æg & bacon
Æg & bacon er en dansk kortfilm fra 2009 instrueret af Søren Peter Langkjær Boisen.

## Handling
Lars og Mikkel tager på ferie på en bondegård med planer om at drikke sig fulde og forhåbentlig være sammen med pigen Ellen. Men landet er ikke så idyllisk, som de regnede med, og en syg gris kommer imellem de to venner.

## Medvirkende
- Magnus Iuel Berg, Mikkel
- Kenneth M. Christensen, Lars
- Mathilde Norholt, Ellen
- Lars C. Larsen, Dyrlæge